# Tana (Norvège)
Pour les articles homonymes, voir Tana.
Tana, de son nom norvégien, ou Deatnu, en same du Nord, (kvène: Taana; finnois: Teno), est une commune du comté de Troms og Finnmark, en Norvège. Son siège administratif est situé dans le village de Tana Bru.  
La municipalité de Tana a pour particularité d'avoir pour langue officielle le same du Nord en plus du norvégien (bokmål). Le kvène est également utilisé. 

## Géographie
La commune de Tana est située le long du bassin du fleuve Tana (Teno en finnois) qui marque la frontière avec la Finlande sur la plus grande partie de son cours. La commune est bordée à l'ouest par les communes de Porsanger et de Lebesby, au nord par Gamvik, Berlevåg et Båtsfjord, à l'est par Nesseby et Vadsø et au sud par Karasjok et la commune finlandaise de Utsjoki.
Les habitants vivent dans de petits villages le long du fleuve, notamment Sirma, Polmak, Rustefjelbma, Seida, Skipagurra, Austertana et Tana Bru, le centre administratif de la commune, où ainsi que l'indique le toponyme (bru signifiant pont en norvégien) se trouve un pont sur le Tana ; l'actuel pont suspendu, inauguré en septembre 2020 remplace un plus ancien, situé légèrement en aval, qui est appelé à être démoli. La plupart des habitants sont sames. La langue et la culture same est désormais promue par la commune et les écoles.
Le fleuve représente un point important de l'économie car c'est l'une des principaux cours d'eau à saumons d'Europe. Le transports de marchandise sur le fleuve se fait traditionnellement sur des bateaux longs et étroits, qui sont désormais motorisés. Le Nissojávri est l'un des principaux lacs de la région.

## Toponymie
Tana est une forme norvégianisée du mot same Deatnu signifiant « grande rivière » ou « rivière principale ».
Le nom officiel de la municipalité de Tana a connu de nombreux changements. Nommée d'abord Tanen, elle prend le nom de Tana en 1918. En 1992, la commune est rebaptisée Deatnu-Tana mais elle ne gardera ce nom que treize ans puisqu'il est décidé en 2005 qu'elle peut désormais être appelée soit Deatnu, soit Tana.

## Héraldique
Les armoiries de la municipalité sont récentes, puisqu'elles ont été adoptées le 11 mai 1984. Elles montrent trois bateaux de rivières utilisés pendant des siècles dans la région. Les trois bateaux symbolisent les Sames, les Kvènes et les Norvégiens qui vivent dans la commune. Le rouge et le jaune sont les couleurs de la Norvège.

## Politique
Le maire de la ville est Frank Martin Ingilæ, membre du Parti travailliste. Le conseil communal est l'autorité suprême de la commune. Il est constitué de 17 représentants élus pour quatre ans par la population et présidé par le maire. Il prend les décisions majeures concernant la cité : budget, développement et services proposés aux citoyens.
À la suite des élections locales du 11 septembre 2007, la composition du conseil est la suivante:
| Conseil de Tana 2007-2011                             |        |
| Arbeiderpartiet (socialistes)                         | 7 (-)  |
| Høyre (conservateurs)                                 | 2 (-)  |
| Fremskrittspartiet (extrême-droite)                   | 2 (-)  |
| Tana Fellesliste (liste citoyenne)                    | 2 (+2) |
| Venstre (centristes, parti libéral-social)            | 2 (-1) |
| Parti populaire same (défense des intérêts des Sames) | 1 (+1) |
| Senterpartiet (centristes, lobby paysan)              | 1 (-)  |
| Sosialistisk Venstreparti ("gauche socialiste")       | 0 (-1) |
| Divers                                                | 0 (-1) |
| Total                                                 | 17     |

## Économie

### Emploi
Le taux d'occupation de la population de Tana est légèrement inférieur à celui du reste du pays, puisque 68 % des 15 à 74 ans y sont employés, contre 72 % à l'échelle nationale. Le taux de chômage est de 3,4 % (2008), contre 1,7 % en moyenne nationale. Pas moins de 42,2 % de la population de Tana est employée par le secteur public, contre seulement 28,7 % pour l'ensemble de la Norvège.
Répartition des emplois par domaine d'activité
| Tana                                                | 12,5 % | 14,2 % | 72,6 % |
| Moyenne nationale                                   | 3,2 %  | 20,7 % | 75,7 % |
| Sources des données : Statistisk sentralbyrå (SSB). |        |        |        |

## Personnalités liées à la commune
- Per Fokstad (1890-1973), homme politique norvégien, défenseur du droit des Sames, né à Tana.
- Hans Jonas Henriksen (1903-1977), ancien président du Conseil same norvégien, né à Tana.
- Helga Pedersen (née en 1973), cheffe du groupe travailliste au parlement norvégien depuis 2007, a grandi à Tana.
- Martin Schanche (né en 1945), ancien pilote de rallycross norvégien ayant grandi à Tana.
- Kristin Stormer Steira (née en 1981), fondeuse norvégienne ayant grandi à Tana.